# 蓝梦

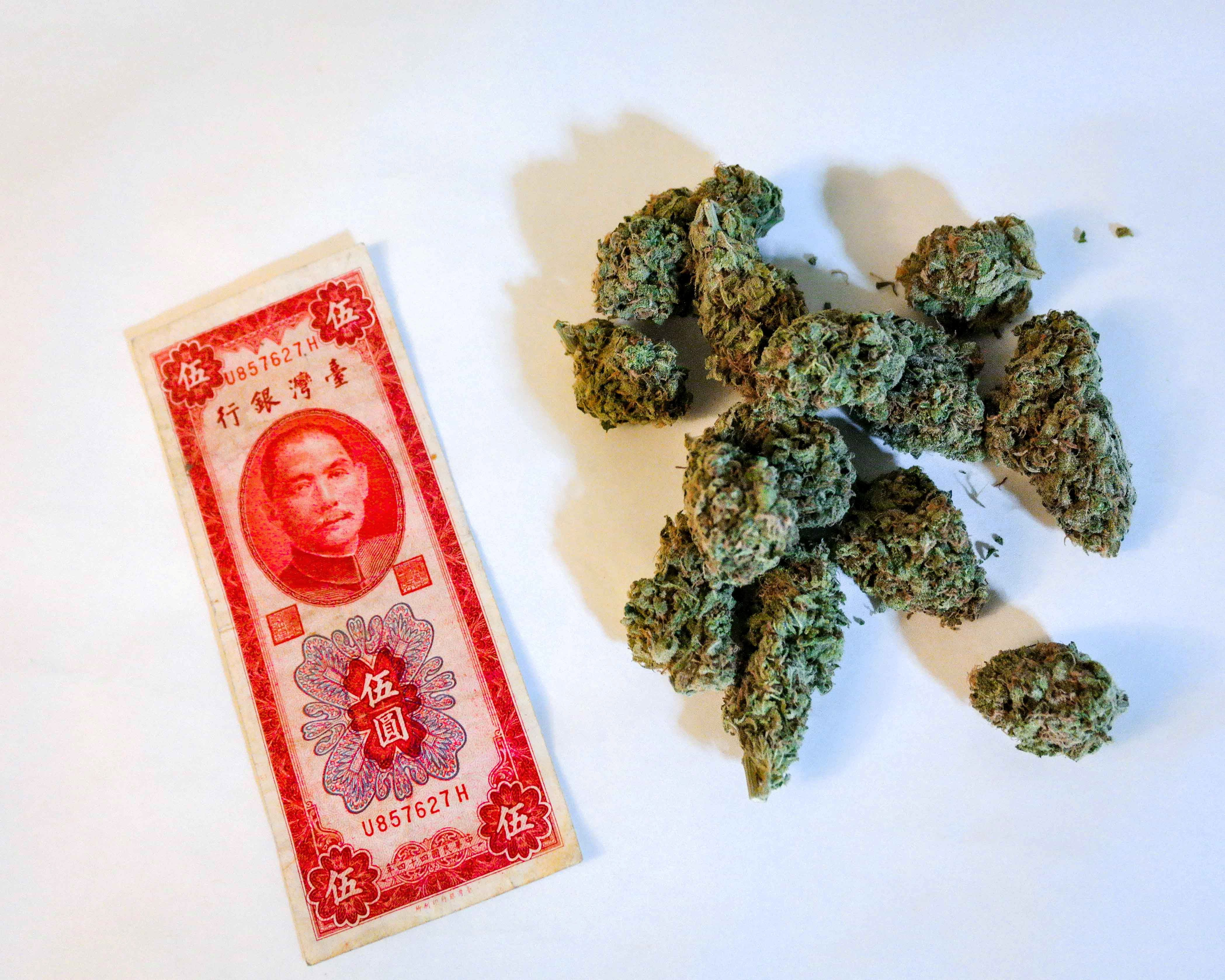
蓝梦与第四套直式新臺幣五元纸币大小对比

蓝梦（英語：Blue Dream），又称蓝莓阴霾，属主导Sativa类型的杂交大麻，于2003年左右在美国加利福尼亚州的圣克鲁斯县使用蓝莓与阴霾杂交制成。
蓝梦是通过扦插繁殖的克隆株，以生产大型收成而闻名，每株高达七盎司。在一些开放医疗用大麻的国家，其被广泛用于医疗用途，截止2014年，测试显示其含有高达25％的四氢大麻酚（THC）和2％的大麻二酚（CBD）。